# Simon II de Broyes-Commercy
Pour les articles homonymes, voir Simon II.
Simon II de Broyes-Commercy,, (vers 1145 - après mai 1208), fils d'Hugues III de Broyes, seigneur de Broyes et de Commercy et de Stéphanie de Bar-Commercy, fille de Renaud Ier de Bar. Par son mariage il prend le nom de Simon II de Commercy.
Simon sera le médiateur entre Mathieu comte de Toul et l'évêque Pierre de Brixey en 1181. Il fait des dons importants aux maisons des religieux, ainsi en 1186 une charte cite :

« Nous attestons par cet écrit, pour le présent et pour l'avenir, que notre cher fils, Simon de Commercy, désirant illustrer la noblesse de sa race par une action digne d'elle, et guidé par une pieuse dévotion, a résolu d'instituer des chanoines séculiers dans la partie de Commercy qui avoisine son château. Il nous a supplie d'autoriser sa fondation... »

Il donne à l'abbaye de Jeand'heurs l'usage de ses bois de Morlay et à celle d'Écurey sa terre de Frolay en accord avec sa femme et ses enfants ; cette dernière donation, faite en présence d'Arnould chapelain de Commercy, d'hugues de Breuil et de Royer curé de Châteauvillain, contient la concession d'essarter, d'y fabriquer des briques ou d'y exploiter une mine de fer, d'établir un chemin pour rejoindre Apremont, le droit d'y faire paître des bêtes, de ramasser les glands et les faines ainsi que de prendre du bois pour "l'usage des maisons" à l'exception du "gros bois" sauf s'il s'agit de bois mort. En échange de ces dons l'abbé se doit d'excommunier ceux qui "mettraient le feu dans ses bois" et de les chasser, il s'engage aussi à recevoir Simon en qualité de "frère conscript à la vie et à la mort" dans son abbaye.
En 1190 il est témoin, avec Widric et Aubry tous deux chevaliers de Commercy, d'une donation faite par Hadwide et Simon de Selascourt au profit de l'abbaye de Rangéval. En 1192 il assiste en qualité de témoin à la fondation de la collégiale de Ligny.
Simon II épouse Nicole dite de Traves ou de Salins, (vers 1160 - après 1233), dame de Montrivel en Comté (avec Champagnole, au pied du Mont Rivel), Chaux-des-Crotenay et Châteauvillain du Jura (Château-Villain à Sirod sur la crête faisant la limite avec Bourg-de-Sirod, baronnie située entre celles de Nozeroy et de Saint-Claude) (ces seigneuries jurassiennes viennent des seigneurs de Salins), fille de Renaud de Traves et d'Élisabeth de Salins, elle-même fille d'Humbert III de Salins (à moins que Nicole ne soit la fille d'Humbert IV de Salins, fils d'Humbert III), de qui il a :
- Hugues IV, qui continue la lignée des seigneurs de Broyes ;
- Gaucher Ier de Broyes-Commercy, seigneur de Commercy et des terres jurassiennes ;
- Regnault (ou Rainaud), dit de Commercy, seigneur de Mondement, il épouse Marguerite, fille d'Henri de Busancy[8] ;
- Hugues/Huguenet, religieux ;
- Agnès ou Gignelle, elle épouse en premières noces Barthélemy de Cirey, puis en secondes noces Arnould de Reynel ;
- Élisabeth.

## Sources
- Charles Emmanuel Dumont, Histoire de la ville et des seigneurs de Commercy, N. Rolin, 1843 (lire en ligne), p. 25 à 34.
- Augustin Calmet, Histoire de Lorraine, qui comprend ce qui s'est passé de plus mémorable dans l'Archevêché de Trèves, & dans les Evêchés de Metz, Toul & Verdun, depuis l'entrée de Jules César dans les Gaules, jusqu'à la cession de la Lorraine, arrivée en 1737, inclusivement, A.Leseure, 1757 (lire en ligne), p. CLXXV.
- Jean-Baptiste Guillaume, Histoire généalogique des sires de Salins au comté de Bourgogne, Besançon, Jean-Antoine Vieille, 1757 (lire en ligne), p. 137 à 139.

- Médiéval Généalogie, Simon de Broyes .
- Geneall, Simon de Broyes .
- Fabpedigree, Simon I seigneur de Broyes et de Commercy .
- Roglo, Simon de Broyes .